# SS Galeka

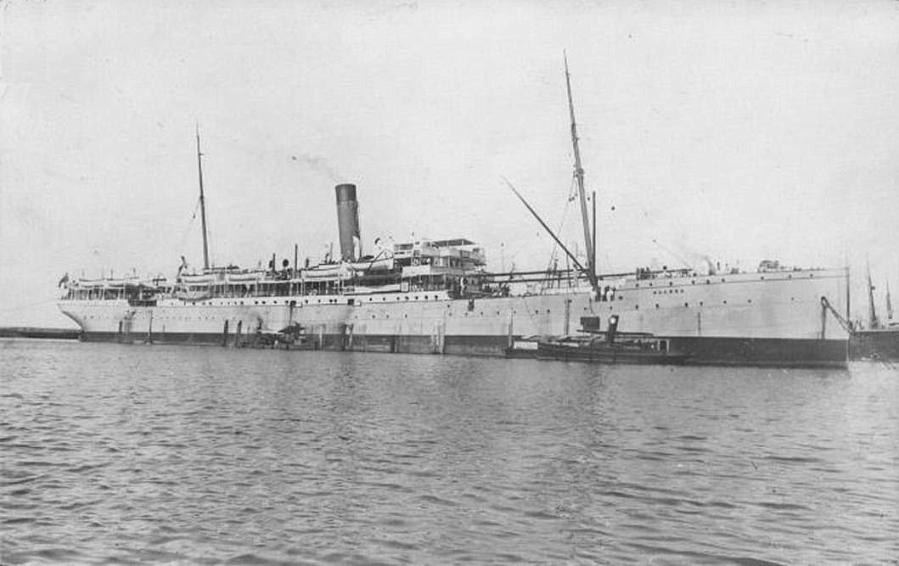

O SS Galeka foi um navio a vapor construído em 1899 pelos estaleiros da Harland and Wolff e operado pela Union-Castle Mail Steamship Company. Ele foi lançado em 21 de outubro de 1899 e concluído em 23 de dezembro do mesmo ano. Mais tarde, ele foi requisitado como um navio de tropas britânico e depois um navio hospital durante a Primeira Guerra Mundial. Em 28 de outubro de 1916, atingiu uma mina posta pelo U-boot alemão UC-26.

## História
O Galeka foi o último navio a entrar em serviço antes da fusão entre as companhias marítimas Union e Castle em 1900. Serviu na rota da África do Sul até a Primeira Guerra Mundial, quando foi requisitado pelo Reino Unido como um navio de tropas, transportando tropas da ANZAC para a Campanha de Galípoli. Galeka foi então convertido como um navio hospital como alojamento para 366 passageiros feridos.

## Naufrágio
Em 28 de outubro de 1916, ao entrar em Le Havre, Galeka atingiu uma mina. Ele não levava pacientes no momento, mas 19 membros do Corpo Médico do Exército Real morreram no naufrágio. O navio ficou encalhado em Cap la Hogue, mas deu perda total, o primeiro acidente de guerra da Union-Castle.